# 홍현주
홍현주(洪顯周, 1793년~1865년)은 조선 후기의 문신으로, 정조의 서차녀 숙선옹주의 남편이다. 우의정을 지낸 홍석주는 그의 형이다. 자는 세숙(世叔), 호는 해거재(海居齋) · 약헌(約軒)이며, 본관은 풍산이다. 시호는 효간(孝簡)이다.

## 생애
1807년 숙선옹주와 가례를 치르고 영명위(永明尉)에 봉해졌다. 그가 부마로 간택된 이유는 홍현주의 조부인 홍낙성이 혜경궁 홍씨의 6촌오빠라는 점이 크게 작용하였다. 1815년(순조 15년)에는 지돈녕부사(知敦寧府事)가 되었다. 1817년 형 홍석주가 모함을 당하고 있다고 순조에게 상소를 올려 억울함을 호소하기도 하였다. 정조부터 고종에 이르기까지 다섯 왕대를 섬겼으며 1865년(고종 2년)에 죽었는데 대왕대비 조씨가 장례 비용으로 돈 1,000냥, 포(布)와 목(木) 각 5동(同)를 내리게 했다. 그의 사가 외당(外堂)에는 순조의 어필전서로 〈금옥당(金玉堂)〉이라는 편액(扁額)이 걸려 있었으며, 원정(園亭)에는 익종의 어필로 〈시림정(市林亭)〉이라는 편액이 걸려 있었다고 한다. 뛰어난 문장가였으며, 시문과 서화, 차를 즐겼는데 청의 문인 오숭량, 옹수곤 등과 시문을 통해 교류했다. 《해거시집》(海居詩集)이라는 저서를 남겼다.

## 가족관계
- 조부 : 홍낙성(洪樂性, 1718~1798) - 혜경궁 홍씨의 6촌 오빠
- 조모 : 청송 심씨 - 영조의 부마 청성위(靑城尉) 심능건(沈能建, 1752~1817)의 고모, 삭녕군수 증 영의정 심정지(沈鼎之)의 여동생, 해주목사 증 좌찬성 심규(沈규)의 딸, 이조판서 판돈녕부사 청헌공 심택현(淸獻公 沈宅賢)의 손녀
  - 부 : 홍인모(洪仁謨)
  - 모 : 영수합 서씨(令壽閤 徐氏)
    - 형 : 홍석주(洪奭周)
    - 형 : 홍길주(洪吉周)
    - 누이 : 홍원주(洪原周, 1783년~?)
    - 처 : 숙선옹주(淑善翁主, 1793~1836) - 정조의 서차녀
      - 아들 : 홍우철(洪祐喆, 1813~1853)
        - 손자 : 홍승간(洪承幹, 1834~1845)[6][7]
        - 손자 : 홍승억(洪承億, 1842~1882)